# Села (район)
Села — район зоби (провінції) Ансеба, що в Еритреї. Столиця — місто Села.